# Шуля
Шуля (словац. Šuľa) — село, громада округу Вельки Кртіш, Банськобистрицький край, центральна Словаччина, регіон Новоград. Кадастрова площа громади — 11,24 км². Протікає потік Мадачка.
Населення 63 особи (станом на 31 грудня 2017 року).

## Історія
Вперше згадується в 1460 році.

## Населення
| Рік:            | 1994. | 2004.   | 2014.    | 2024.   |
| --------------- | ----- | ------- | -------- | ------- |
| Кількість осіб: | 87    | 89      | 76       | 73      |
| Різниця:        |       | +2,29 % | -14,60 % | -3,94 % |

| Рік:            | 2023. | 2024.   |
| --------------- | ----- | ------- |
| Кількість осіб: | 74    | 73      |
| Різниця:        |       | -1,35 % |